# Henry B. Eyring

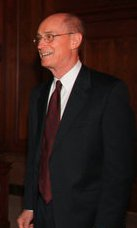

 Henry B. Eyring é o Segundo Conselheiro da Primeira Presidência de A Igreja de Jesus Cristo dos Santos dos Últimos Dias.
Henry Bennion Eyring nasceu em 31 de maio de 1933, em Nova Jérsia. O seu pai, Henry Eyring, foi professor de química em Princeton e a sua mãe era pós-graduada na Universidade de Utah.
Henry formou-se com licenciatura em Física pela Universidade de Utah, antes de entrar para a Força Aérea.
Conheceu Kathleen Johnson em 1961, e casaram-se em julho de 1962 no Templo de Logan, Utah. A família Eyring cresceu e o casal teve 6 filhos.
Em 1985, Henry B. Eyring foi chamado para presidir o Bispado da Igreja. Em 1 de abril de 1995, Henry B. Eyring foi ordenado membro do Quórum dos Doze Apóstolos. Em outubro de 2007, foi apóiado como segundo conselheiro na Primeira Presidência, ocupando o lugar do Presidente Faust, e apoiado primeiro conselheiro depois da morte do Pres. Hinckley.
O Presidente Henry B. Eyring foi chamado como Primeiro Conselheiro na Primeira Presidência de A Igreja de Jesus Cristo dos Santos dos Últimos Dias em 3 de fevereiro de 2008. Anteriormente, serviu como Segundo Conselheiro do Presidente Gordon B. Hinckley, tendo sido chamado em 6 de outubro de 2007. Foi chamado para o Quórum dos Doze Apóstolos de A Igreja de Jesus Cristo dos Santos dos Últimos Dias em 1º de abril de 1995, sendo que anteriormente, a partir de 3 de outubro de 1992, também serviu como membro dos Setenta.
No dia 16 de janeiro de 2018, foi apresentado como Segundo Conselheiro na Presidência da Igreja, após a morte do Presidente Thomas S. Monson. Até então, a Presidência da Igreja é formada por Russell M Nelson como presidente, Dallin H Oaks como primeiro conselheiro na presidência e Henry B Eyring como segundo conselheiro na presidência.
O Presidente Eyring serviu também como Primeiro Conselheiro no Bispado Presidente, de abril de 1985 a setembro de 1992, e como Comissário do Sistema Educacional da Igreja, de setembro de 1980 a abril de 1985 e de setembro de 1992 a janeiro de 2005.
Foi presidente do Ricks College em Rexburg, Idaho, de 1971 a 1977, e lecionou na Graduate School of Business [Faculdade de Administração] na Universidade de Stanford de 1962 a 1971.
Ele é Bacharel em Ciências com especialização em Física pela Universidade de Utah, e Mestre e Doutor em Administração de Empresas pela Universidade de Harvard.
Nasceu em Princeton, Nova Jersey, em 31 de maio de 1933, e já serviu na Igreja como representante regional, membro da junta geral da Escola Dominical e bispo.
O Presidente Eyring é casado com Kathleen Johnson e são pais de quatro filhos e duas filhas.